# Colour bar

## Principe
La colour bar (la « barrière de couleur » en français) est un terme qui évoque une pratique empirique de discrimination raciale utilisée dans les anciennes colonies britanniques et belges en Afrique (Kenya, Rhodésie, Union sud-africaine, Congo belge, Ruanda-Urundi, etc.) et en Asie (Inde, Singapour, etc.). 
En Afrique du Sud le colour bar act est antérieur à la politique d'apartheid. Cette législation faisait notamment partie du Mines and Works Act de 1911-12 qui réservait certains postes aux seuls Blancs, notamment dans les mines. Ces postes étant mieux rémunérés, la volonté des Randlords, les grands patrons miniers, de les ouvrir aux Noirs, moins bien payés, a provoqué la Rand Revolt de 1922. 
Exemple de différences entre apartheid de l'Afrique du Sud et colour bar du Congo belge :
| Critère                 | Apartheid (Afrique du Sud)                | Colour bar (Congo belge)                   |
| ----------------------- | ----------------------------------------- | ------------------------------------------ |
| Statut juridique        | Codifié, systématique                     | Moins codifié, souvent informel            |
| Idéologie               | Nationalisme ethnique, séparation stricte | Paternaliste, hiérarchique, assimilatrice  |
| Application quotidienne | Ségrégation totale, coercitive            | Ségrégation partielle,, variable           |
| Mobilité sociale        | Nulle entre races[réf. nécessaire]        | Limitée mais possible,                     |
| Objectif politique      | Domination blanche permanente             | Maintien du contrôle colonial, pas éternel |
| Droit à la citoyenneté  | Non car citoyens de bantoustans           | Théoriquement possible pour certains       |

La barrière de couleur fut aussi appliquée sous des formes spécifiques de ségrégation dans différents États du monde. Aux États-Unis, la barrière de couleur se concrétisa dans les lois Jim Crow et en Australie dans la loi de l'Australie blanche.

## Romans
- Susan Williams, Colour Bar: A United Kingdom, Penguin Books Limited, 2017